# حسین مهمدوف
حسین مهمدوف (بلغاری: Хюсеин Мехмедов؛ ۲۵ ژانویهٔ ۱۹۲۴ – ۹ مارس ۲۰۱۴) کشتی‌گیر اهل بلغارستان بود.
وی در مسابقات کشوری و بین‌المللی در مجموع برندهٔ ۲ مدال طلا، ۱ مدال نقره، ۴ مدال برنز شده‌است.